# Paul Ondrusch
Paul Ondrusch (ur. 4 czerwca 1875 r. w Głubczycach, zm. 29 września 1952 r. w Untermühlhausen n. Lechem) – niemiecki rzeźbiarz, autor dzieł sztuki sakralnej.

## Życiorys

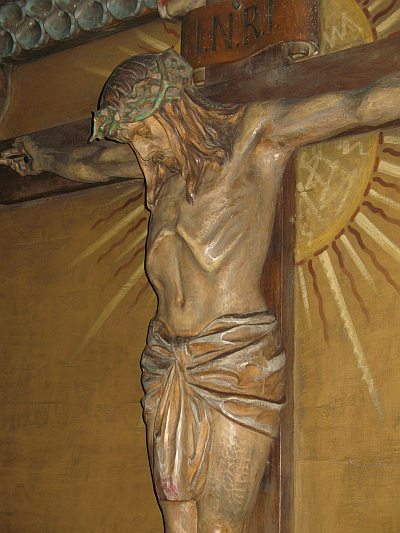
Rzeźba Chrystusa ukrzyżowanego autorstwa Paula Ondruscha (kościół parafialny w Głubczycach)

Przyszedł na świat w rodzinie Paula Ondruscha i Anny Granel, jako ich trzecie dziecko. Ojciec Paula trudnił się stolarstwem artystycznym i od samego początku chciał, by jego syn kontynuował ten zawód, przygotowując go do tego w swoim warsztacie. Wcześnie odkryto zdolności Paula, kiedy to tworzył drewniane rzeźby. Po szkole podstawowej został wysłany do szkoły w Würbenthalu, która kształciła swoich uczniów w drzeworytnictwie. Już po roku nauki, ze względu na swoje nadzwyczajne zdolności, Ondrusch mógł opuścić tę szkołę. W 1890 stworzył rzeźbę Chrystusa dla kościoła w Głubczycach. Oprócz wykonania tego dzieła, Ondrusch miał także swój wkład w tworzenie projektów, a także same wykonanie m.in. ambony w głubczyckim kościele pw. Św. Trójcy (obecnie nieczynny kościół św. Anny).
Po zakończeniu szkoły w Würbenthalu, Ondrusch rozpoczął studia na monachijskiej Akademii Sztuk Pięknych. Stworzona przez niego naturalnej wielkości rzeźba Judasza przyniosła mu uznanie, które zostało wyrażone w przyznaniu mu głównej nagrody Akademii – wielkiego srebrnego medalu. Mimo młodego wieku, niejednokrotnie proponowano mu profesurę w Akademii, jednakże nie zdecydował się jej przyjąć. Jako katolik, swoją sztukę postanowił ukierunkować w stronę chrześcijaństwa, stąd większość jego dzieł ma charakter religijny.
Po zakończeniu studiów na Akademii w Monachium Ondrusch wrócił do swoich rodzinnych Głubczyc (wówczas niemieckiego Leobschütz), gdzie ponownie tworzył w warsztacie należącym do ojca. Wtedy to powstały jego liczne prace m.in. dla miejscowego gimnazjum i liceum, a także dla wielu kościołów (szczególnie okolicznych, ale także w Nysie, Chorzowie i Bielawie). Stworzył także liczne pomniki nagrobne, a także popiersia oraz płaskorzeźby zdobiące budynki.
Władze Gliwic zleciły Ondruschowi wykonanie rzeźby Chrystusa na krzyżu z opłakującymi go postaciami i fontannę. Zamówienia te przeznaczone były dla powstałego w tamtym czasie gliwickiego Cmentarza Centralnego. Natomiast na Cmentarzu Lipowym w Gliwicach stanął pomnik autorstwa Paula Ondruscha upamiętniający 76. dzieci, które w roku 1919 poniosły tragiczną śmierć w sali teatralno-koncertowej, przy ul. Klasztornej. Oprócz tych dzieł, Ondrusch jest też autorem kilku prac dla kościoła Wszystkich Świętych w Gliwicach.
W roku 1902 ożenił się z Marthą Olbrich, z którą miał sześcioro dzieci: Łucję (ur. 1902), Elsa (1903), Margarethe (1908), Charlotte (1912), Paula (1916) i Heinza (1920). Ondrusch walczył podczas wojny 1914-1918. W dwa lata później przyszła śmierć jego najstarszej córki Łucji i jego matki, Anny. Jego żona zmarła w roku 1922. W 1925 ożenił się z Emmą Werdecker, z którą miał z kolei córkę Ingeborg (ur. 1928) i syna Gerharda (1932).
W 1945 roku Ondrusch wyjechał do Niemiec, gdzie nadal tworzył. Zmarł mając 77 lat.